# The Indian Brothers
The Indian Brothers: The Story of an Indian's Honor  è un cortometraggio muto del 1911 diretto da D.W. Griffith.

## Trama
Un indiano rinnegato uccide il capo tribù che lo ha insultato. Il fratello del morto giura vendetta: troverà l'assassino del fratello e lo salverà da un'altra tribù alla quale l'uomo aveva rubato un cavallo.

## Produzione
Il film fu prodotto dalla Biograph Company. Venne girato a Sierra Madre, in California, sulla Lookout Mountain.

## Distribuzione
Distribuito dalla General Film Company, il film - un cortometraggio di una bobina - uscì nelle sale cinematografiche statunitensi il 17 luglio 1911.